# Zuheros
Zuheros ist eine Gemeinde in der spanischen Provinz Córdoba im südlichen Andalusien. Sie liegt im von der UNESCO anerkannten Geopark Sierras Subbéticas, dem Parque Natural de las Sierras Subbéticas.
Zuheros hatte 2024 608 Einwohner auf einer Gesamtfläche von 42 km². Der Ort liegt in 656 m Höhe und wird von einer Burg überragt, die aus der Zeit der maurischen Herrschaft stammt. Weitere Sehenswürdigkeiten sind die Kirche Nuestra Senora de los Remedios aus dem 16. Jahrhundert, das Historische Museum und ein rund 4 km entferntes Höhlensystem und seit 2001 auch Naturdenkmal, die Cueva de los Murciélagos, aus dem die beeindruckenden archäologischen Funde aus dem Neolithikum im Museum stammen.

## Geschichte
Die Region wird seit der Mittelsteinzeit von Menschen bewohnt. Die Iberer besiedelten den Ort, um die historische Straße Camino de los Metedores (Schmuggler-Route) zu schützen. Unter der römischen Herrschaft bis etwa 450 n. Chr. wurde Andalusien zu einer urbanen Region, und viele Bewohner dieses Landstriches erhielten sogar die römische Staatsbürgerschaft. Um 711 überschritten die Mauren die Meerenge von Gibraltar und eroberten binnen weniger Jahre den Süden Spaniens. Im 10. Jahrhundert gründeten sie den Ort Zuheros und errichteten die Burg zu seinem Schutz. Im Verlauf der Reconquista wurde das Gebiet von Ferdinand III. 1241 erobert. Im 14. und 15. Jahrhundert diente die Burg zur Verteidigung gegen ihre einstigen Herren, bis die letzten Mauren 1492 aus Spanien vertrieben worden waren.
Die Bevölkerung Zuheros wuchs von 90 Bewohnern 1530 auf 195 im Jahr 1694 und verdoppelte sich ein Jahrhundert später. Der Bevölkerungszuwachs wurde durch den Bau eines Renaissance-Palastes Ende des 16. Jahrhunderts verursacht. Die längere Abwesenheit der Schlossbesitzer führte später zu dessen Zerfall und seine Steine dienten im 18. Jahrhundert als Baumaterial für die Häuser der wachsenden Bevölkerung.
Gegenüber der Burg liegt die Kirche des Ortes, die der Schutzpatronin Nuestra Senora de los Remedios geweiht ist. Sie wurde im 16. Jahrhundert errichtet, 1696 völlig umgebaut und bekam schließlich 1795 ihren Glockenturm.